# Amir Ali Hadżizade
Amir Ali Hadżizade (ur. 1962 w Teheranie, zm. 13 czerwca 2025 tamże) – irański generał, dowódca sił powietrznych Korpusu Strażników Rewolucji Islamskiej w latach 2003–2025.

## Życiorys
Rozpoczął służbę wojskową, wstępując ochotniczo do nowo utworzonego Korpusu Strażników Rewolucji Islamskiej krótko po wybuchu wojny iracko-irańskiej. Służył na różnych frontach wojny, początkowo jako strzelec wyborowy, a następnie w dywizji artylerii utworzonej w strukturze Korpusu. Po 1984 był wśród organizatorów pierwszej irańskiej jednostki wojsk rakietowych, współpracując z prekursorem wojsk rakietowych w Iranie gen. Hasanem Tehranim Moghaddamem. Od 1985 współtworzył również siły powietrzne Korpusu Strażników Rewolucji Islamskiej.
W 2003 został dowódcą wojsk obrony przeciwlotniczej w strukturze Korpusu Strażników Rewolucji Islamskiej. W 2009 struktura ta została przekształcona w wojska powietrzne, a Hadżizade pozostał jej dowódcą.
Hadżizade był odpowiedzialny za rozwój strategii irańskich sił zbrojnych opartej na wykorzystaniu dronów, a także za tworzenie na terytorium Iranu podziemnych baz rakietowych.
Po zamachu na Ghasema Solejmaniego dowodził irańskimi działaniami odwetowymi: wystrzeleniem pocisków balistycznych w kierunku amerykańskiej bazy wojskowej na terenie Iranu (operacja Męczennik Solejmani). W październiku 2024 dowodził irańską operacją Dotrzymana Obietnica 2, przeprowadzoną w odpowiedzi na zabicie przez Izrael przywódcy Hamasu Isma’ila Hanijji, przywódcy Hezbollahu Hasana Nasr Allaha oraz irańskiego generała majora Abbasa Nilforuszana.
Politycznie sympatyzował z konserwatywnym skrzydłem irańskiej elity rządzącej.
Zginął pierwszego dnia ataku Izraela na Iran w czerwcu 2025.